# 白石山站
白石山站是位于吉林省蛟河市白石山镇的一个铁路车站，邮政编码132503。车站建于1937年，有长图铁路经过该站，现办理客货运业务，车站及其上下行区间均未电气化。车站距离长春站252公里，隶属中国铁路沈阳局集团，是四等站。
1. ↑  铁道部电子计算技术中心, 铁道部运输局. . 北京: 中国铁道出版社. 1998: 160. ISBN 9787113030995.